# Espa (Langgöns)
Espa ist ein Ortsteil der Gemeinde Langgöns im mittelhessischen Landkreis Gießen.

## Geographische Lage

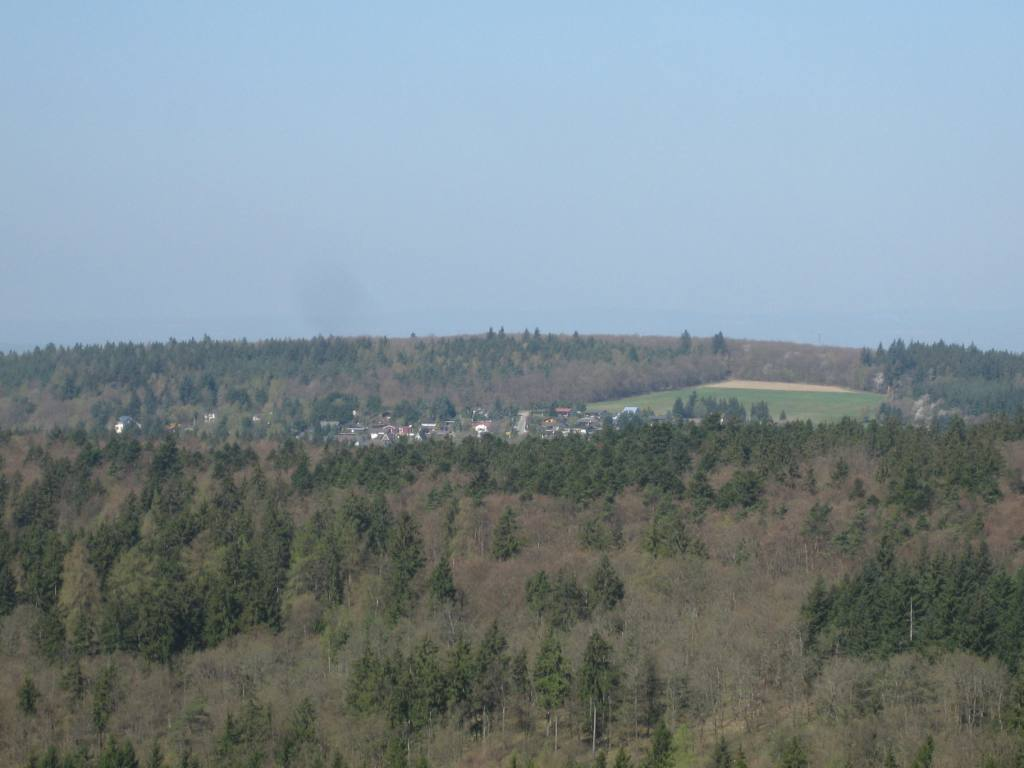
Teilansicht Espa vom Aussichtsturm auf dem Hausberg

Espa liegt im Nordosten des Östlichen Hintertaunus. Von Wald umgeben befindet sich das Dorf im Naturpark Taunus an den Quellen der Lahn-Zuflüsse Kleebach und Solmsbach. Die höchste Erhebung in der Gemarkung ist der Gaulskopf mit 474 m ü. NN; im benachbarten Butzbacher Gebiet erheben sich der Hinterste Kopf (491,1 m) im Südwesten und der Hausberg (485,7 m) im Südosten. Südöstlich um das Dorf herum verläuft die Landesstraße 3053 (Weiperfelden–Espa–Hausen).
Nachbarorte sind Weiperfelden (westlich) und Hausen-Oes (östlich).

## Geschichte

### Ortsgeschichte
Erstmals urkundlich erwähnt wurde das Waldhufendorf am 14. Februar 1347 als Esphe, 1369 dann als Espe.
Im Zuge der Gebietsreform in Hessen wurde die bis dahin selbständige Gemeinde Espa zum 1. Januar 1977 mit vier weiteren Gemeinden durch das Gesetz zur Neugliederung des Dillkreises, der Landkreise Gießen und Wetzlar und der Stadt Gießen zur neuen Gemeinde Langgöns zusammengeschlossen. Für die nach Langgöns eingegliederten gemeinden wurde je ein Ortsbezirk gebildet. Als Verwaltungssitz wurde der Ortsteil Lang-Göns festgelegt.

### Verwaltungsgeschichte im Überblick
Die folgende Liste zeigt die Staaten und Verwaltungseinheiten, denen Espa angehört(e):
- Vor 1803 Heiliges Römisches Reich, Landgrafschaft Hessen-Homburg, Amt Homburg
- ab 1803 Heiliges Römisches Reich,[Anm. 2] Grafschaft Nassau-Usingen, Amt Usingen
- ab 1806: Herzogtum Nassau,[Anm. 3] Amt Usingen
- ab 1849: Herzogtum Nassau, Kreisamt Idstein[Anm. 4]
- ab 1854: Herzogtum Nassau, Amt Usingen
- ab 1867: Norddeutscher Bund,[Anm. 5] Königreich Preußen[Anm. 6] Provinz Hessen-Nassau, Regierungsbezirk Wiesbaden, Obertaunuskreis[Anm. 7]
- ab 1871: Deutsches Reich, Königreich Preußen, Provinz Hessen-Nassau, Regierungsbezirk Wiesbaden, Obertaunuskreis
- ab 1886: Deutsches Reich, Königreich Preußen, Provinz Hessen-Nassau, Regierungsbezirk Wiesbaden, Kreis Usingen
- ab 1918: Deutsches Reich (Weimarer Republik), Freistaat Preußen, Provinz Hessen-Nassau, Regierungsbezirk Wiesbaden, Kreis Usingen
- ab 1932: Deutsches Reich, Freistaat Preußen, Provinz Hessen-Nassau, Regierungsbezirk Wiesbaden, Kreis Wetzlar
- ab 1944: Deutsches Reich, Freistaat Preußen, Provinz Nassau, Kreis Wetzlar
- ab 1945: Amerikanische Besatzungszone,[Anm. 8] Groß-Hessen, Regierungsbezirk Wiesbaden, Kreis Wetzlar
- ab 1946: Amerikanische Besatzungszone, Hessen, Regierungsbezirk Wiesbaden, Kreis Wetzlar
- ab 1949: Bundesrepublik Deutschland, Hessen, Regierungsbezirk Wiesbaden, Kreis Wetzlar
- ab 1968: Bundesrepublik Deutschland, Hessen, Regierungsbezirk Darmstadt, Kreis Wetzlar
- ab 1977: Bundesrepublik Deutschland, Hessen, Regierungsbezirk Darmstadt, Lahn-Dill-Kreis, Gemeinde Langgöns[Anm. 9]
- ab 1979: Bundesrepublik Deutschland, Hessen, Regierungsbezirk Darmstadt, Landkreis Gießen, Gemeinde Langgöns
- ab 1981: Bundesrepublik Deutschland, Hessen, Regierungsbezirk Gießen, Landkreis Gießen, Gemeinde Langgöns

## Bevölkerung
Einwohnerstruktur 2011
Nach den Erhebungen des Zensus 2011 lebten am Stichtag dem 9. Mai 2011 in Espa 681 Einwohner. Darunter waren 24 (3,5 %) Ausländer. Nach dem Lebensalter waren 81 Einwohner unter 18 Jahren, 261 zwischen 18 und 49, 183 zwischen 50 und 64 und 156 Einwohner waren älter. Die Einwohner lebten in 339 Haushalten. Davon waren 177 Singlehaushalte, 114 Paare ohne Kinder und 87 Paare mit Kindern, sowie 18 Alleinerziehende und 3 Wohngemeinschaften. In 84 Haushalten lebten ausschließlich Senioren und in 213 Haushaltungen lebten keine Senioren.
Einwohnerentwicklung
| Espa: Einwohnerzahlen von 1834 bis 2021 | Espa: Einwohnerzahlen von 1834 bis 2021 | Espa: Einwohnerzahlen von 1834 bis 2021 | Espa: Einwohnerzahlen von 1834 bis 2021 | Espa: Einwohnerzahlen von 1834 bis 2021 |
| --- | --------------------------------------- | --------------------------------------- | --------------------------------------- | --------------------------------------- |
| Jahr |                                         |                                         |                                         | Einwohner                               |
| 1834 | 1834                                    |                                         | 306                                     | 306                                     |
| 1840 | 1840                                    |                                         | 343                                     | 343                                     |
| 1846 | 1846                                    |                                         | 349                                     | 349                                     |
| 1852 | 1852                                    |                                         | 283                                     | 283                                     |
| 1858 | 1858                                    |                                         | 261                                     | 261                                     |
| 1864 | 1864                                    |                                         | 266                                     | 266                                     |
| 1871 | 1871                                    |                                         | 170                                     | 170                                     |
| 1875 | 1875                                    |                                         | 214                                     | 214                                     |
| 1885 | 1885                                    |                                         | 148                                     | 148                                     |
| 1895 | 1895                                    |                                         | 165                                     | 165                                     |
| 1905 | 1905                                    |                                         | 169                                     | 169                                     |
| 1910 | 1910                                    |                                         | 159                                     | 159                                     |
| 1925 | 1925                                    |                                         | 163                                     | 163                                     |
| 1939 | 1939                                    |                                         | 174                                     | 174                                     |
| 1946 | 1946                                    |                                         | 213                                     | 213                                     |
| 1950 | 1950                                    |                                         | 210                                     | 210                                     |
| 1956 | 1956                                    |                                         | 185                                     | 185                                     |
| 1961 | 1961                                    |                                         | 179                                     | 179                                     |
| 1967 | 1967                                    |                                         | 169                                     | 169                                     |
| 1970 | 1970                                    |                                         | 248                                     | 248                                     |
| 1976 | 1976                                    |                                         | 248                                     | 248                                     |
| 1978 | 1978                                    |                                         | 311                                     | 311                                     |
| 1982 | 1982                                    |                                         | 400                                     | 400                                     |
| 1986 | 1986                                    |                                         | 489                                     | 489                                     |
| 1990 | 1990                                    |                                         | 522                                     | 522                                     |
| 1994 | 1994                                    |                                         | 521                                     | 521                                     |
| 1998 | 1998                                    |                                         | 593                                     | 593                                     |
| 2000 | 2000                                    |                                         | 614                                     | 614                                     |
| 2004 | 2004                                    |                                         | 664                                     | 664                                     |
| 2006 | 2006                                    |                                         | 689                                     | 689                                     |
| 2011 | 2011                                    |                                         | 681                                     | 681                                     |
| 2016 | 2016                                    |                                         | 672                                     | 672                                     |
| 2021 | 2021                                    |                                         | 725                                     | 725                                     |
| Datenquelle: Historisches Gemeindeverzeichnis für Hessen: Die Bevölkerung der Gemeinden 1834 bis 1967. Wiesbaden: Hessisches Statistisches Landesamt, 1968. Weitere Quellen: ; Zensus 2011 |                                         |                                         |                                         |                                         |

Historische Religionszugehörigkeit
| • 1885: | 116 evangelische (= 78,38 %), 21 katholische (= 14,19 %), 11 jüdische (= 7,43 %) Einwohner |
| • 1961: | 138 evangelische (= 77,09 %), 41 katholische (= 22,91 %) Einwohner                         |

Espa bildet heute ein Kirchspiel mit der Kirchengemeinde Cleeberg.

## Politik

### Ortsbeirat
Für Espa besteht ein Ortsbezirk (Gebiete der ehemaligen Gemeinde Espa) mit Ortsbeirat und Ortsvorsteher nach der Hessischen Gemeindeordnung.
Der Ortsbeirat besteht aus fünf Mitgliedern. Bei den Kommunalwahlen in Hessen 2021 betrug die Wahlbeteiligung zum Ortsbeirat 51,61 %. Dabei wurden gewählt: je zwei Mitglieder der „Freien Wählergemeinschaft“ (FWG) und SPD und ein Mitglied der CDU. Der Ortsbeirat wählte Volker Rühl (SPD) zum Ortsvorsteher.

### Wappen
Blasonierung: „In von Gold und Rot gespaltenem Schild ein gestieltes Kleeblatt in verwechselten Farben.“
Ein Kleeblatt hat die Gemeinde 1816 für ihr erstes Siegel gewünscht, und seitdem enthalten die Gemeindesiegel den Kleeblattschild. Mit diesem Wappenzeichen ist wohl auf die Adligen von Cleen Bezug genommen, deren rotes Kleeblatt in goldenem Schild allerdings ungestielt ist. Der Ort hat nämlich als ritterschaftlicher Besitz denen von Cleen gehört, nach deren Aussterben (1520) er an die von Heusenstamm-Frankenstein fiel, die ihn 1783 an Hessen-Homburg verkauften. Bevor er durch Tausch 1803 an Nassau gelangte, hat er kein eigenes Siegel geführt. Die Farben wurden dem Adelswappen entnommen, doch zur Unterscheidung von diesem durch die Spaltung verwechselt verwendet.

## Kultur und Infrastruktur
Im Ort gibt es ein Bürgerhaus, die evangelische Kirche Espa und einen Sportplatz sowie vier Vereine.